# 奥尔科涅·蒂沃道尔

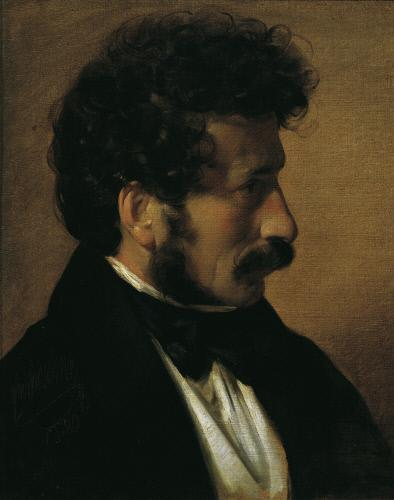
奥尔科涅·蒂沃道尔

奥尔科涅·蒂沃道尔（Alconière Tivadar，1797年—1865年）是一位19世纪奥匈帝国肖像画画家。
奥尔科涅出生在馬特斯堡，1812年开始在維也納学习艺术。他的父母是犹太人，不過他一家人的姓名沿用匈牙利的人名習慣。後來他改宗天主教，並将姓氏從科恩（Cohn）改为奥尔科涅。1830年代，他來到罗马朝聖，接着在那里学习了13年的艺术。他于1840年代返回匈牙利，並在塞克什白堡、帕波和佩斯从事绘画工作，接着在1850年代又搬回维也纳。后来，他全身心投入宗教工作，最终成為维也纳一座修道院的神职人员，最終在修道院去世。